# Cyathea mastersiana
Cyathea mastersiana là một loài dương xỉ trong họ Cyatheaceae. Loài này được L.Linden mô tả khoa học đầu tiên năm 1894.
Danh pháp khoa học của loài này chưa được làm sáng tỏ. 